# Little Bob Story
Pour l’article homonyme, voir Little Bob.
Little Bob Story, puis simplement Little Bob, est un groupe de rock français originaire du Havre, en Seine-Maritime.

## Historique
Little Bob Story est formé en 1971, et au départ composé de Roberto Piazza alias Little Bob (chant), Guy-Georges Gremy (guitare, qui remplace rapidement « Bibi », le guitariste original) « Barbe Noire » (basse) et Mino Quertier (batterie). C'est essentiellement un groupe de scène, managé par le frère de Roberto (et occasionnellement pour des tournées) par l'agent Christian Brunet qui programme à cette époque les Musicoramas de l'Olympia. Le groupe aura avec ce dernier un accident d'avion sans conséquences, au-dessus du Kenya, au retour d'une tournée dans l'Océan Indien.
Little Bob Story, groupe de rock'n'roll proche du pub rock, est un des rares groupes français à avoir obtenu une reconnaissance au Royaume-Uni. En 1976, les rockers havrais signent chez Chiswick Records et profitent de l'explosion de la vague punk. Ils participent d'ailleurs aux deux éditions du festival punk de Mont-de-Marsan, en 1976 et 1977. Ils ne rencontreront pourtant pas le même succès en France, même si leur second album se vend à 60 000 exemplaires, et le groupe se sépare dans un quasi anonymat en 1989. À ce moment, Roberto Piazza change le nom de son groupe en Little Bob. Il continue sa carrière, avec un léger changement d'orientation et de couleur musicales.
En 2012, Roberto Piazza constitue un nouveau groupe, Little Bob Blues Bastards, composé de quatre musiciens. Il se consacre, comme son nom l'indique, au blues : son répertoire est constitué de reprises et de titres originaux.

## Discographie

### Albums studio
- 1976 : High Time (Arcane/Eurodisc/WEA 87 076-913 076)
- 1977 : Living In The Fast Lane (Crypto/RCA ZAL 6429)
- 1977 : Off The Rails (Chiswick WIG 6 ; titres : When The Night Comes (live)/ Baby/ Little Big Boss/ You Make Me Crazy/ Dress In Black/ Riot In Toulouse/ Mister Tap/ Nothin' Else (Can Give It To Me)/ Round The Corner)
- 1978 : Come See Me (RCA/RCA) (ré-édité avec une pochette différente de l'original vinyl)
- 1980 : Light of My Town (RCA/RCA)
- 1982 : Vacant Heart (RCA/RCA)
- 1984 : Too Young To Love Me (Pathe/EMI)
- 1987 : Ringolevio (Accord/Musidisc)

### Sous le nom Little Bob
- 1989 : Rendez-Vous In Angel City
- 1991 : Alive Or Nothing (disque en public enregistré en octobre 1990 à Paris)
- 1993 : Lost Territories
- 1997 : Blue Stories
- 1999 : One Story Volume 1 (titres inédits des années 1976 à 1998 : titres rares, en public, démos... )
- 2000 : One Story Volume 2 (titres inédits des années 1975 à 1999 ! titres rares, en public, démos... )
- 2002 : Libero
- 2003 : Rock On Riff On Roll On Move On, LIVE 2003 (double cd en public)
- 2005 : The Gift (2 cd : cd1 : Still Burning, cd2 : My Flaming Roots)
- 2007 : Live In The Dockland (en public, 1 cd et 1 dvd)
- 2009 : Time To Blast
- 2020 : Little Bob & His Lockdown Friends - Crossroads Confined Countdown Festival (Found Guilty Records)

### Sous le nom Little Bob Blues Bastards
- 2013 : Break Down the Walls
- 2015 : Howlin
- 2018 : New Day Coming
- 2021 : We Need Hope

### Albums live
- 1979 : Live (RCA/RCA)
- 1985 : Wanderers, Followers, Lovers (Accord/Musidisc)
- 1991 : Alive Or Nothing (enregistré en octobre 1990 à Paris)
- 2003 : Rock On Riff On Roll On Move On Live 2003 (double cd)
- 2007 : Live in the Dockland (1 cd et 1 dvd)
- 2025 : Last Night In Paris (double cd) (Cat Records)

### Compilations
- 1977 : Little Bob Story (1975-1976) (Crypto/RCA ZAL 6415)
  - Titres : Like Rock'n'Roll (1975)/ Don't Let Me Be Misunderstood (1975)/ Come On Home (1976)/ Let Me In (1975)/ I Need Money (1976)/ Baby Don't Cry (1976)/ I Don't Know (1975)/ Tobacco Road (1975)
- 2018 : High Times 76-88 (Verycords/6022046185) (Compilation double CD comprenant des titres studio et live choisis par Little Bob ainsi que le DVD du film Rockin' Class Hero)

### Singles
- 1975 : Don't Let Me Be Misunderstood (Arcane/Eurodisc/WEA 12 827-911 001) A: Don't Let Me Be Misunderstood B: I Don't Know
- 1975 : Let Me In (Arcane/Eurodisc/WEA 12 842-911 018) A: Let Me In B: Like Rock'n'Roll
- 1976 : I'm Crying (Chiswick SW7) A: I'm Crying/ Come On Home B: I Need Money/ Baby Don't Cry
- 1977 : All Or Nothing ( Mercury (UK) 6007 141) A: All Or Nothing B: Hot'N'Sweaty
- 1978 : Seaside Bar Song ( RCA Victor PB 8291 ) A: Seaside Bar Song B: Italian Nights
- 1979 : Lucille (RCA Victor DB 8477) A: Lucille B: High Time
- 1980 : Bus Stop ( RCA PB 8562) A: Bus Stop B: Switchblade Julie
- 1982 : Mad Dog ( RCA DB 8866) A: Mad Dog B: Moving Slowly In The Dark
- 1984 : Too Young To Love Me (Pathé Marconi EMI 1728247) A: Too Young To Love Me  B: Hurt So Badly
- 1986 : Cover Girl (Accord 135142) A: Cover Girl B: Shooga Shooga
- 1987 : Hush (Accord 135163) A: Hush B: Motorcycle Boy
- 1988 : Crosses On The Hill (Accord 102177) A: Crosses On The Hill B:No More Words
- 1988 : Tell Everybody The Truth (Accord 100697) A: Tell Everybody The Truth B: Kick Out The Jams
- 2013 : Little Bob Story reprise sur le réseau social twitter sous le titre Little Boobs Story

## Cinéma
- 2011 : Roberto Piazza joue son propre rôle dans Le Havre de Aki Kaurismäki
- 2015 : Rockin' Class Hero, documentaire sur Little Bob (52 min), par Gilbert Carsoux et Laurent Jézéquel. Distribution Zaradoc Films.